# Anna Jadwiga Sapieżyna
Anna Jadwiga z hrabiów Zamoyskich księżna Aleksandrowa Sapieżyna (ur. 1 sierpnia 1772 w Zamościu, zm. 27 listopada 1859 w Paryżu) – polska ziemianka księżna, hrabina szydłowiecka, córka Andrzeja Hieronima Zamoyskiego, żona Aleksandra Antoniego, matka Leona Ludwika i Anny Zofii Czartoryskiej; malarka amatorka, miniaturzystka.

## Życiorys
Upadłość majątkowa Radziwiłłów spowodowała, że w połowie 1802 r. ich dobra zostały wystawione na publiczną licytację, która odbyła się w Krakowie. Księżna Anna Sapieżyna nabyła hrabstwo szydłowieckie na publicznej licytacji od opiekunów nieletnich książąt Konstantego i Antoniny Radziwiłłów, sukcesorów Macieja Radziwiłła płacąc kwotę ponad 300 000 złotych polskich.
W 1803 roku wyjechała do Paryża, gdzie mieszkała do 1808 w wynajętej rezydencji Saint-Germain-en-Laye. W 1819 roku, z jej fundacji wybudowano klasycystyczny budynek szkoły elementarnej. Zamieszkując na stałe w Warszawie dobrami szydłowieckimi zarządzała poprzez Filipa Pigłowskiego i Stanisława Staszica. Patronat właścicielki Szydłowca nad inicjatywami gospodarczo-kulturalnymi sprzyjał rozwojowi hrabstwa i miasta .
Była ostatnią prywatną właścicielką zamku oraz miasta Szydłowiec – 17 maja 1828 roku sprzedała dobra szydłowieckie (miasto, 22 wsie i folwarki) Skarbowi Państwa za sumę 2 554 454 złp. Jednak z czystej kurtuazji pozostała przy tytule hrabiny szydłowieckiej, który to tytuł został dziedziczony w rodzinie Sapiehów .
W latach 40. XIX wieku powróciła do Paryża na stałe. Z jej funduszy Czartoryscy zakupili Hotel Lambert.

## Działalność patriotyczna
Od najmłodszych lat była związana z nurtem patriotyczno-niepodległościowym: aktywna w czasie insurekcji kościuszkowskiej utrzymywała bliskie kontakty z tworzącymi się we Włoszech Legionami. Po upadku powstania listopadowego znalazła się na emigracji i związała z obozem zięcia, Adama Jerzego Czartoryskiego. Dbała o finanse obozu Czartoryskich z tak wielkim zaangażowaniem, że historycy nadali jej miano „ministra finansów Hôtelu Lambert”.

## Działalność artystyczna
Jako malarka amatorka malowała głównie motywy roślinne. Jej dwie owalne miniatury z 1812 roku przedstawiające kwiaty malowane na szkle i kości słoniowej znajdowały się w dawnej Ordynacji Zamojskiej.